# Frank Pearce
Frank Pearce (...) è un imprenditore e informatico statunitense.
È uno dei tre uomini che fondò la Silicon & Synapse nel 1991, compagnia che prese il nome di Blizzard Entertainment. Attualmente è il vice presidente dell'azienda americana. È il produttore esecutivo del videogioco World of Warcraft. Nel 1990 si è laureato alla Università della California.